# 宁波邮政局旧址
29°53′00″N 121°33′29″E / 29.883301°N 121.557981°E
宁波邮政局旧址位于中国浙江省宁波市江北岸外滩大桥西引桥下，始建于1927年，时为宁波一等邮局所在地。建筑布局座西朝东，面朝甬江，背靠中马路。房屋高二层，屋顶为人字顶结合四字顶，外墙为青砖和红砖结合，入口柱础为爱奥尼柱式。现为浙江省文物保护单位。